# Гейнц Кирило Іванович
Кири́ло Іва́нович Ге́йнц (Кирилл Иванович Гейнц; 12 квітня 1986, Курськ, РРФСР— 10 лютого 2015, Павлопіль, Україна) — російський доброволець ЗСУ, солдат.

## Життєвий шлях
Етнічний німець. Мав хист майстра-електрика. У вересні 2014 року вступив до лав батальйону МВС спеціального призначення «Свята Марія».
10 лютого 2015 року загинув у бою за Павлопіль від кульового поранення. Того дня бійці батальйону виконували розвідувальні функції в даному районі, вранці «Німець» заводив першу розвідувальну групу Нацгвардії до населеного пункту. Українські сили розбили російсько-терористичні угрупування навколо Маріуполя та встановили контроль над кількома населеними пунктами.
Після прощання 11 лютого в Маріуполі та 12 лютого 2015 року в Києві похований на Софіївсько-Борщагівському кладовищі.

## Нагороди
- Почесний знак «Маріуполь. Відстояли — Перемогли» (посмертно)